# Parafia Wniebowzięcia Najświętszej Maryi Panny w Kłodawie
Parafia Wniebowzięcia Najświętszej Maryi Panny w Kłodawie – rzymskokatolicka parafia położona w południowej części gminy Kłodawa. Administracyjnie należy do dekanatu kłodawskiego (diecezja włocławska). Zamieszkuje ją 9700 wiernych.

## Kościoły
- kościół parafialny: Kościół Wniebowzięcia Najświętszej Maryi Panny w Kłodawie
- kościół filialny: Kościół św. Fabiana i Sebastiana w Kłodawie

## Informacje ogólne
Do parafii należą wierni z miejscowości: Cząstków, Dębina, Głogowa, Górki, Józefów Guzowski, Kłodawa, Łążek, Mała Wieś, Pomarzany Fabryczne, Rgielew, Straszków, Straszkówek, Wólka Czepowa, Krzewata, Nowa Wioska i Przybyszew.
Odpusty parafialne:
- 15 sierpnia - uroczystość Wniebowzięcia Najświętszej Maryi Panny (kościół parafialny)
- 16 lipca - tradycyjna uroczystość Najświętszej Maryi Panny z Góry Karmel - Matki Bożej Szkaplerznej
- I niedziela października - wspomnienie Najświętszej Maryi Panny Różańcowej

## Proboszczowie
| Imię i nazwisko                    | Seminarium duchowne                            | Okres pełnienia funkcji                                 |
| ks. Teofil Eugeniusz Choynowski    | Wyższe Seminarium Duchowne w Warszawie (1904)  | od 1925; zmarł w 1941 w obozie koncentracyjnym w Dachau |
| ks. Kazimierz Aleksander Tartanus  | Wyższe Seminarium Duchowne we Włocławku (1954) | od 1972 do 1983                                         |
| ks. prał. mgr Jerzy Józef Dylewski | Wyższe Seminarium Duchowne we Włocławku (1973) | od 1988 do 2023                                         |
| ks. prał. dr Artur Niemira         | Wyższe Seminarium Duchowne we Włocławku (1997) | od 2023                                                 |

## Galeria

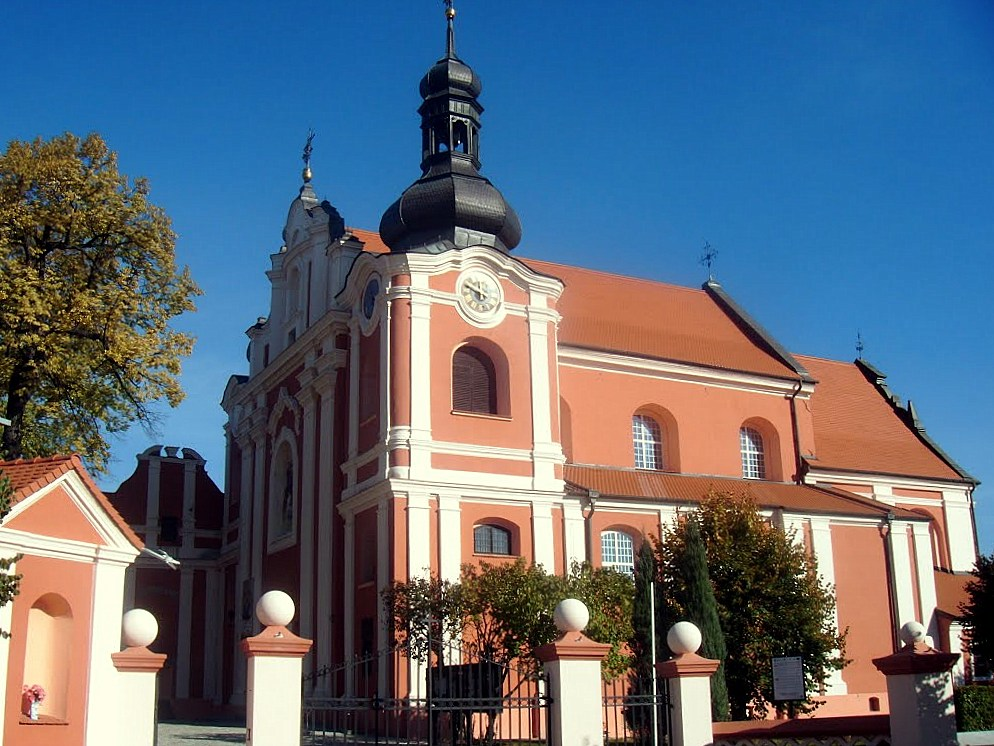
Kościół parafialny
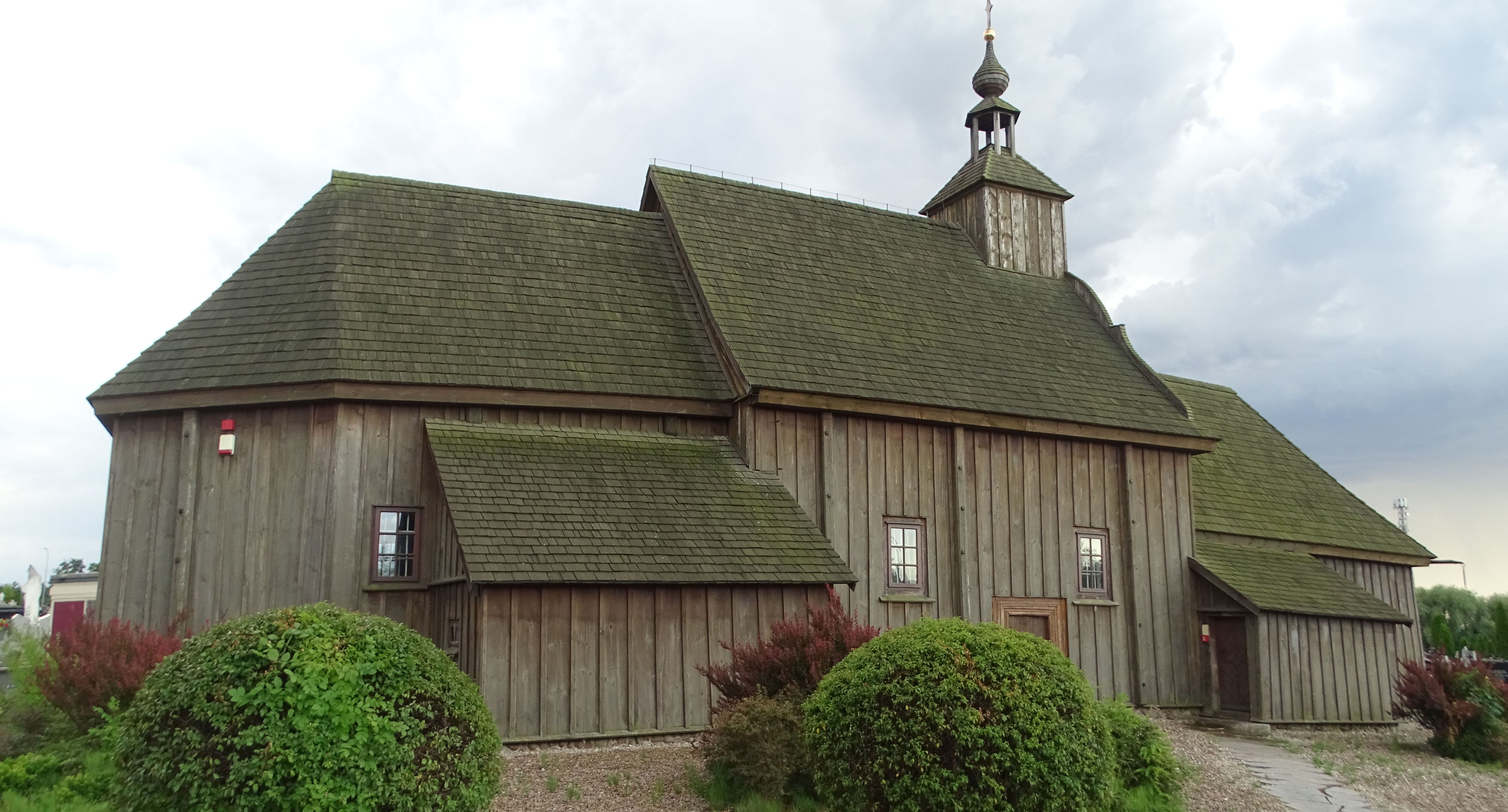
Kłodawa - Kościół św. Fabiana i Sebastiana
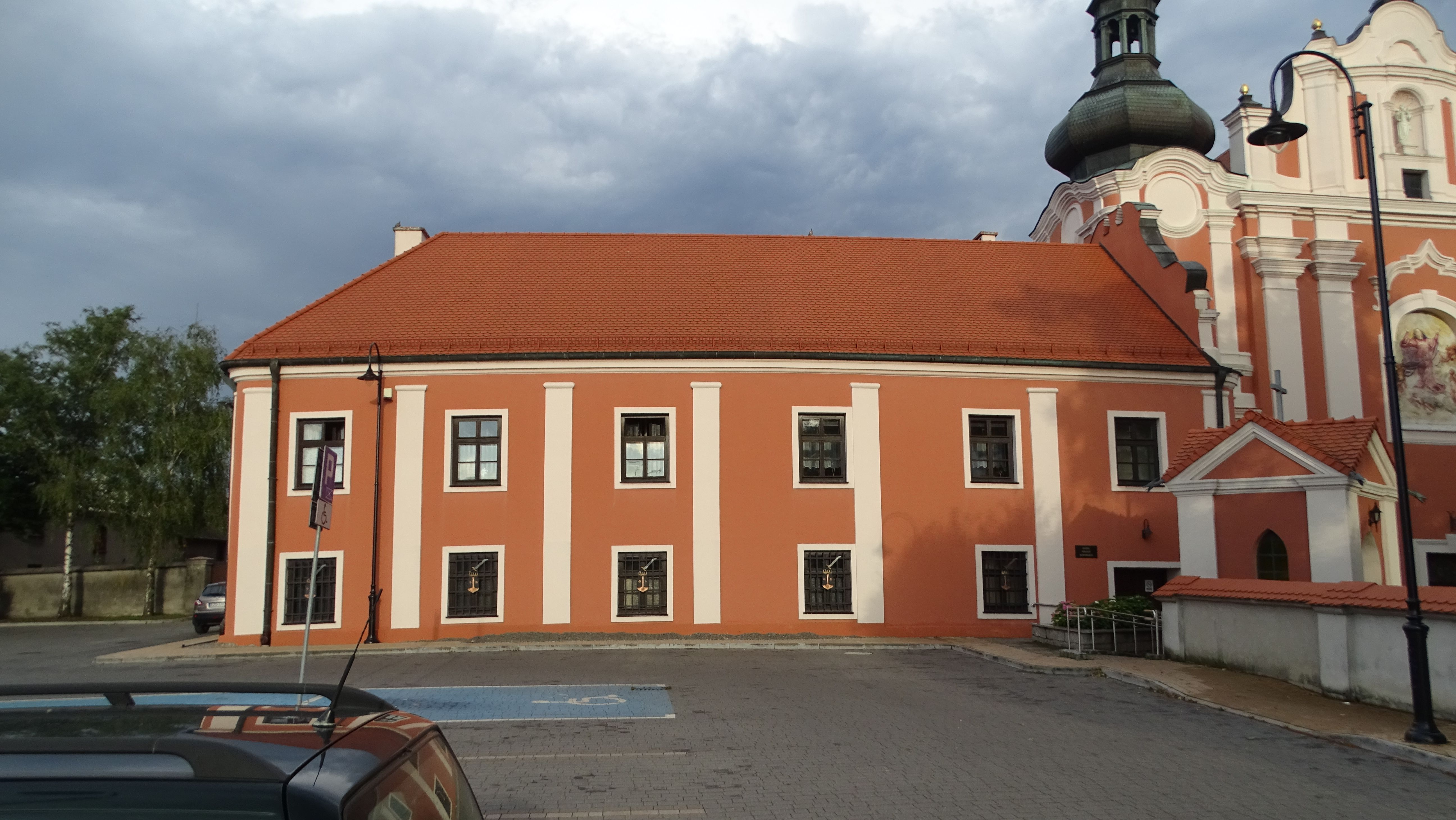
Plebania parafii Wniebowzięcia Najświętszej Maryi Panny w Kłodawie
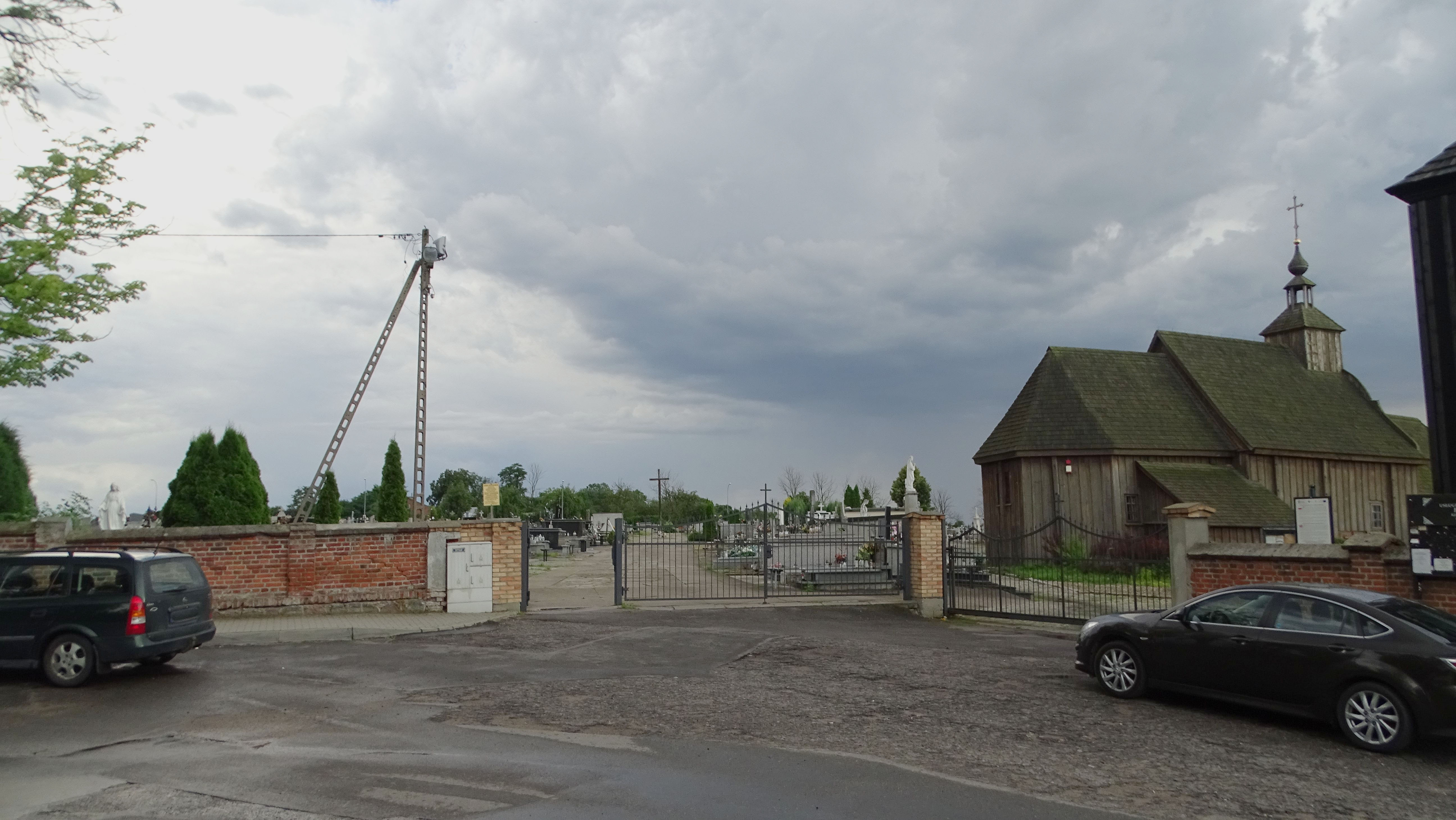
Kłodawa - cmentarz przy ul. Cichej